# Camelobaetidius musseri
Camelobaetidius musseri is een haft uit de familie Baetidae. De wetenschappelijke naam van de soort is voor het eerst geldig gepubliceerd in 1968 door Traver & Edmunds.
De soort komt voor in het Nearctisch gebied en het Neotropisch gebied.